# Bicentrikus négyszög
A geometriában bicentrikus négyszögnek nevezzük az olyan négyszöget, amely egyszerre húrnégyszög és érintőnégyszög is.

## Példák

Bicentrikus deltoid

A speciális négyszögek közül bicentrikus négyszög minden négyzet, bizonyos húrtrapézok, valamint az olyan deltoidok, amelyekben két derékszög van.

## Poncelet bezáródási tétele
Ha K1 és K2 két kör a síkon úgy, hogy K1 a K2 kör belsejében van, és található olyan bicentrikus négyszög, amelynek K1 a beírt köre és K2 a körülírt köre, akkor  K2 minden pontja csúcsa egy olyan bicentrikus négyszögnek, amelynek  K1 a beírt köre.

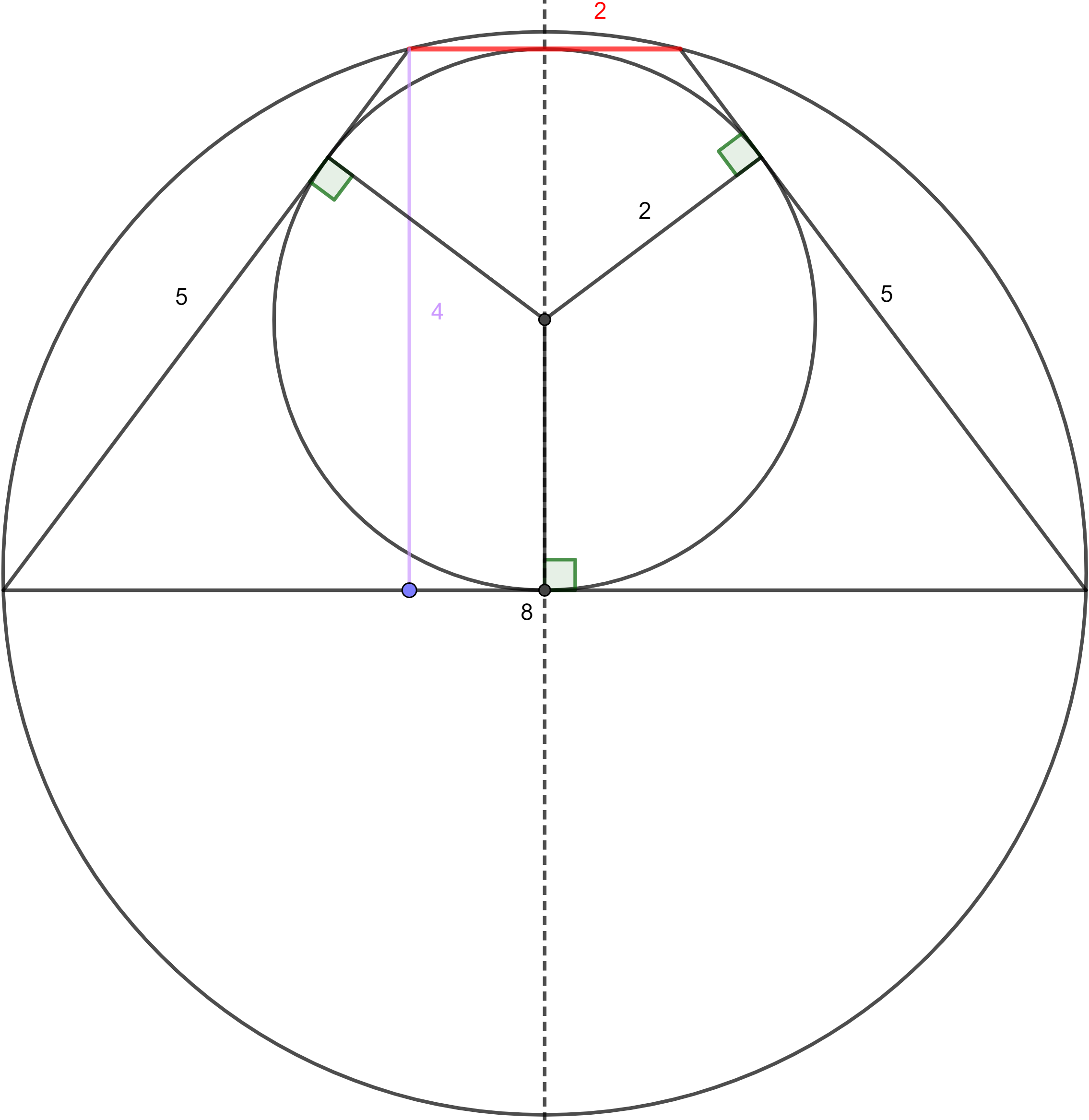
Bicentrikus trapéz